# Шингетті
Шингетті (араб. شنقيط) — місто в Мавританії, адміністративний центр департаменту Шингетті. Разом з ксарами Тішит, Уадан, Уалата є пам'ятником Світової спадщини ЮНЕСКО.

## Історія
З самого початку поселення в цьому місці було засноване в 777 році, і до XI століття воно стало торговим центром конфедерації берберських племен, відомої як Санхаджи, яка згодом увійшла до союзу Альморавідів.
У середині XIII століття місто відродилося як Ксар (укріплене поселення) на транссахарських торгових шляхах. Оскільки місто було першим пунктом зупинки паломників, які прямували з Магрибу в Мекку, то воно стало святим містом, в ньому були засновані школи, де учнів навчали риторики, астрономії, математиці, медицині та правознавству. Протягом багатьох століть Мавританія була відома в арабському світі як «земля Шинґетті», а саме місто в Західній Африці іноді називали «сьомим святим містом ісламу».